# Élections cantonales de 2008 à La Réunion
Les élections cantonales de 2008 à La Réunion.
| Canton                  | Conseiller général élu                                  |
| ----------------------- | ------------------------------------------------------- |
| Bras-Panon              | Daniel Gonthier (UMP)                                   |
| Entre-Deux              | Bachil Moussa Valy (DVD)                                |
| Petite-Île              | Guito Ramoune (SOC)                                     |
| La Plaine-des-Palmistes | Patrick Henri Claude Erudel (AUT)                       |
| Saint-André-2           | Déterminé au deuxième tour[réf. nécessaire]             |
| Saint-Benoît-1          | Daniel Sylvian Huet (SOC)                               |
| Saint-Denis-1           | Nassimah Dindar                                         |
| Saint-Denis-3           | Gino Ponin-Ballom (UMP)                                 |
| Saint-Denis-4           | Jean-Claude Fidji (SOC)                                 |
| Saint-Denis-5           | Ibrahim Dindar (DVD)                                    |
| Saint-Denis-6           | Serge Hoarau (UMP)                                      |
| Saint-Denis-7           | Gilbert Marie Raymond Annette (SOC)                     |
| Saint-Denis-8           | Emmanuel Marcel Hoarau (SOC)                            |
| Saint-Leu-1             | Thierry Jean Bernard Robert (DVD)                       |
| Saint-Leu-2             | Marie Isabelle Poudroux (AUT)                           |
| Saint-Paul-2            | Cyrille Melchior (UDFD)                                 |
| Saint-Pierre-1          | Philippe Potin (UMP)                                    |
| Saint-Pierre-2          | André-Maurice Pihouée                                   |
| Saint-Pierre-3          | Marie Scholastique Béatrice Honorine Ep Sigismeau (AUT) |
| Saint-Pierre-4          | Jean Hermann Rifosta (DVD)                              |
| Sainte-Rose             | Bruno Mamindy-Pajany (DVG)                              |
| Le Tampon-1             | Nathalie Bassire                                        |
| Le Tampon-3             | Guy Sorres                                              |
| Trois-Bassins           | Pierre Heideger (DVD)                                   |

*Candidats réélus.